# The Flirt
The Flirt é um curta-metragem mudo norte-americano de 1917, do gênero comédia, estrelado por Harold Lloyd. Cópias do filme sobrevivem no Museu de Arte Moderna, em Nova Iorque e no British Film Institute, em Londres.

## Elenco
- Harold Lloyd
- Snub Pollard
- Bebe Daniels
- W.L. Adams
- Sammy Brooks
- Lottie Case
- Billy Evans
- Billy Fay - (como Wlliam Fay)
- William Gillespie
- Sadie Gordon
- Charles Grider
- Max Hamburger
- Arthur Harrison
- Clyde E. Hopkins
- Oscar Larson

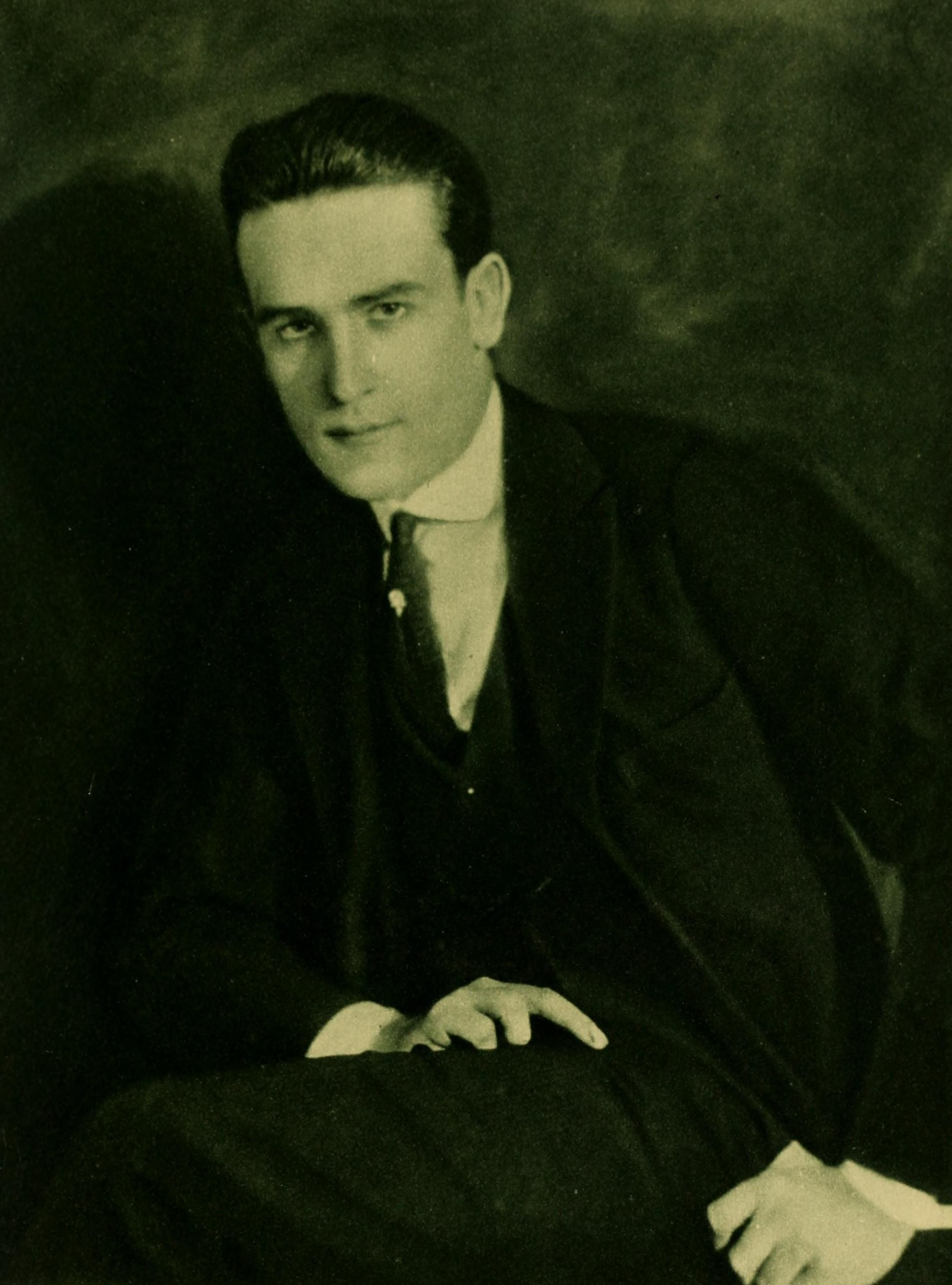
Harold Lloyd

- Maynard Laswell - (como M.A. Laswell)
- Gus Leonard
- Chris Lynton
- Belle Mitchell
- Hazel Powell
- Hazel Redmond
- Zetta Robson
- Dorothy Saulter
- Nina Speight
- William Strohbach - (como William Strawback)
- Lillian Sylvester